# Schwaben (Schiff, 1937)

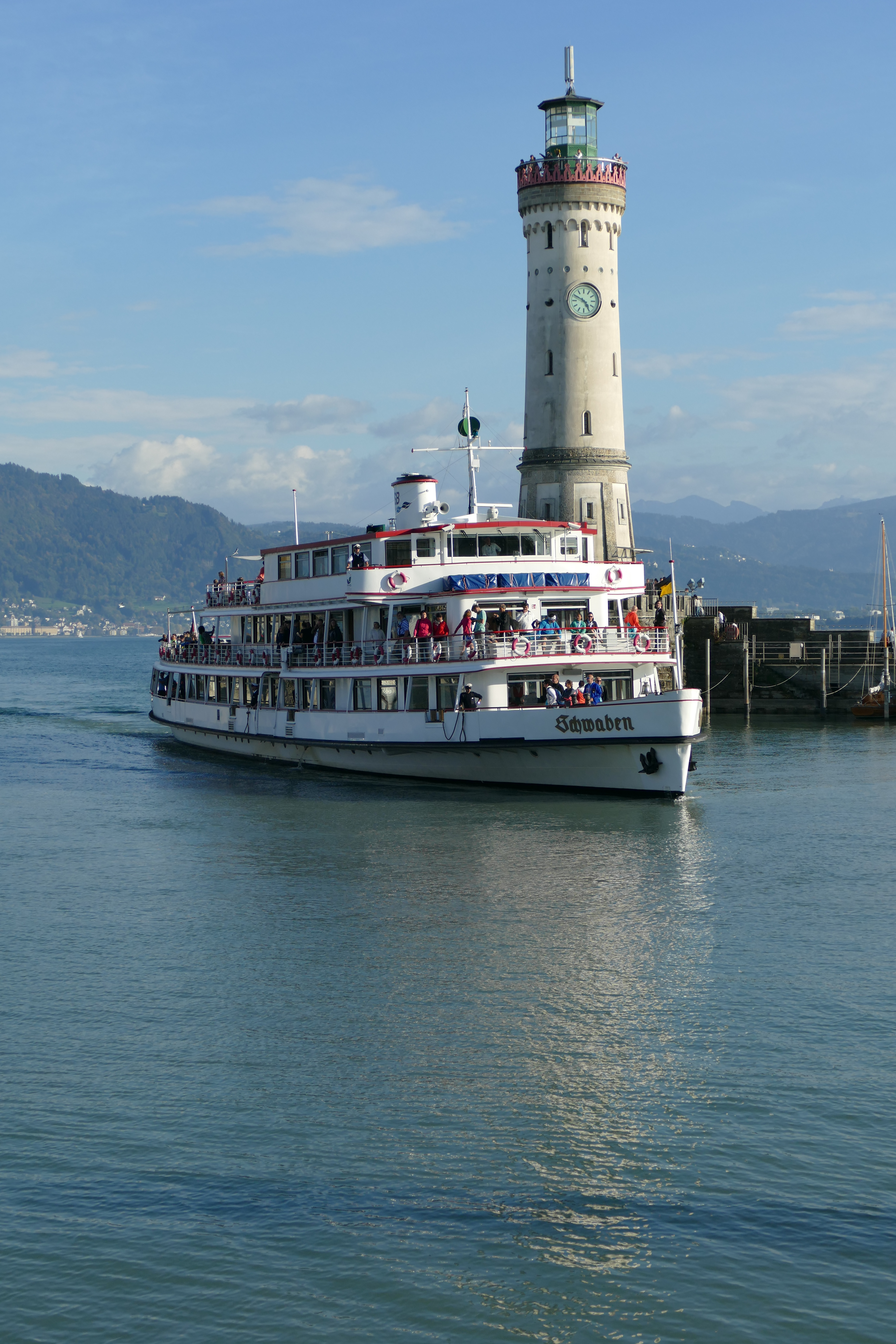
Die Schwaben bei der Einfahrt in den Lindauer Hafen

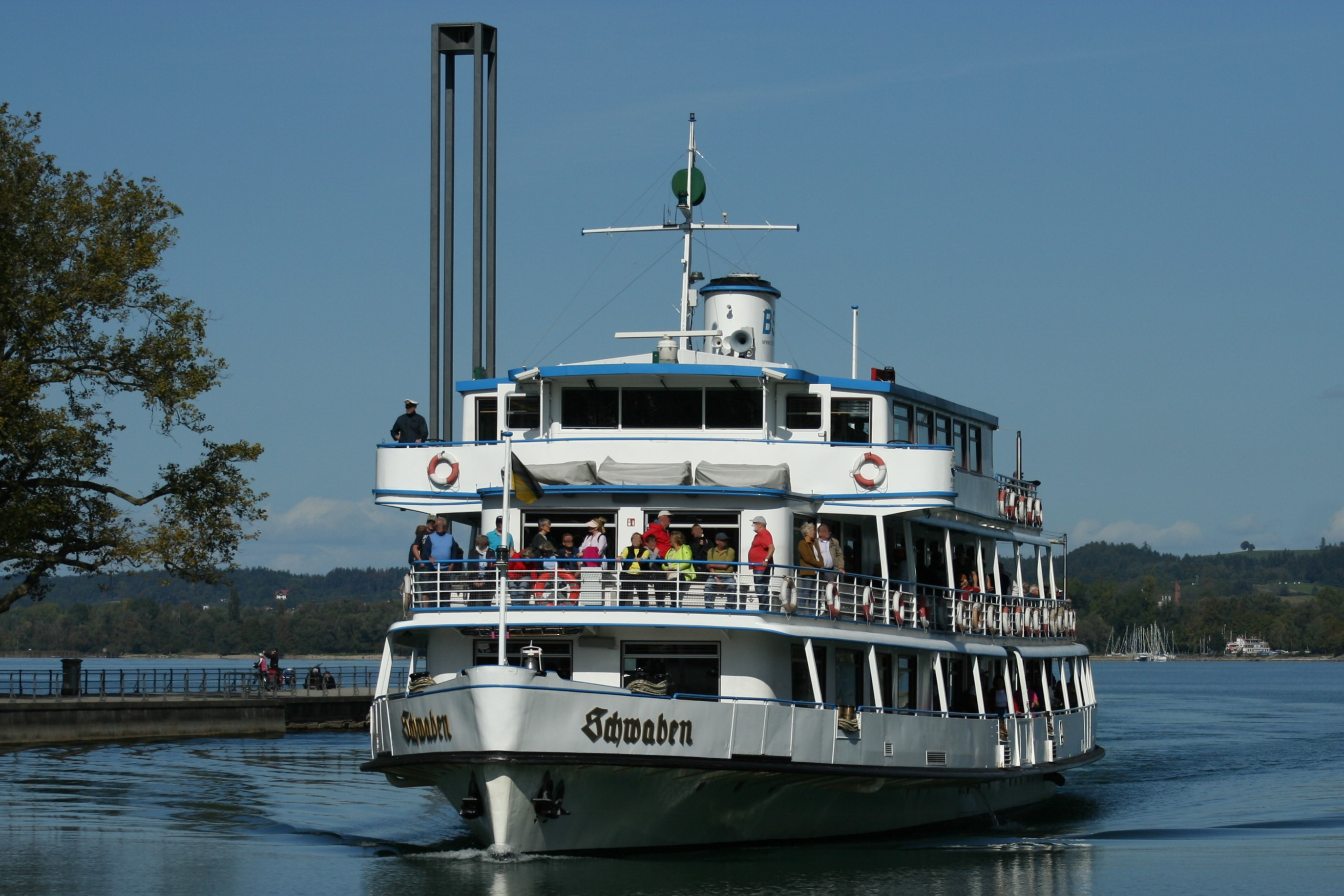
Motorschiff "Schwaben" im Hafen von Bregenz (Oktober 2023)

Das Motorschiff Schwaben entstand auf der 1919 gegründeten Bodan-Werft in Kressbronn am Bodensee und wurde am 7. Mai 1937 in Dienst gestellt.

## Geschichte
Das erste für Friedrichshafen erbaute Dreideck-Motorschiff gilt als Schwesterschiff der am 28. April gleichen Jahres in Dienst gestellten Karlsruhe und ersetzte nicht wie ursprünglich geplant die Königin Charlotte, sondern die König Wilhelm. Die Indienststellung am 8. Mai 1937 in Friedrichshafen ging ohne große Feier vor sich, weil der Zeppelin Hindenburg zwei Tage zuvor in Lakehurst abgestürzt war. Noch heute zählt die Schwaben zu den stattlichsten Bodenseeschiffen der älteren Generation und wird schwerpunktmäßig im Linienverkehr zwischen Konstanz und Bregenz eingesetzt.
Im Zweiten Weltkrieg wurde das Schiff ab 1943 an die deutsche Kriegsmarine abgetreten und zur Erprobung von Unterwasser-Horchgeräten nach Langenargen verlegt. Im Mai 1945 wurde die Schwaben von der französischen Besatzungsmacht beschlagnahmt und unter dem Namen St. Corentin weiterverwendet. Nach seiner Freigabe im Jahre 1949 wurde das Schiff wieder im Linienverkehr und auf Sonderfahrten unter seinem alten Namen eingesetzt. In den Wintermonaten 1979/80 entstand in der vorderen Hälfte des Sonnendecks ein neuer Cafesalon. Während einer Generalüberholung 1998/1999 wurden auf der Schiffswerft in Romanshorn sämtliche Fahrgasträume neugestaltet. 2006 wurde Lindau neuer Einsatzhafen der Schwaben. Ende der 2010er Jahre wurde sie im Tausch gegen die München nach Konstanz umstationiert.
Seit dem 4. Juni 2014 steht die Schwaben zusammen mit drei weiteren Schiffen unter Denkmalschutz. Das Landesamt für Denkmalpflege im Regierungspräsidium Tübingen begründete die Entscheidung mit der in den 1930er Jahren technisch wie gestalterisch modernen Konzeption. Dazu zählt das „Voith-Bodan-Heck“, das mit dem Voith-Schneider-Antrieb abgestimmt ist, und „der konkrete Aufbau der Dreideckschiffe, der in der Seitenansicht die Decksbauten markant hervortreten lässt und das Hauptdeck in die Silhouette einbindet, geradezu zum Symbol der modernen Bodenseeschifffahrt“. Im Winterhalbjahr 2017/18 wurden die Innenräume der Schwaben vollkommen neu gestaltet im Stil des Art déco der 1930er Jahre, in denen das Schiff entstanden ist. Die BSB beabsichtigt, es als Kursschiff auf der Linie Friedrichshafen – Bregenz und als Sonderschiff für Rundfahrten einzusetzen, und erwartet, dass sich das neue Design verkaufsfördernd auswirken wird.

### Technik
Wie alle großen Bodenseeschiffe dieser Generation wurde auch die Schwaben mit Voith-Schneider-Antrieb ausgerüstet. Die Gesamtlänge des Schiffes beträgt 56,00 Meter, die größte Breite 11,20 Meter, die Wasserverdrängung im unbeladenen Zustand 330 Tonnen. Das Schiff ist für 1000 Personen zugelassen. Von 1968 bis 2019 wurde die Schwaben durch zwei Achtzylinder-Dieselmotoren der Motorenwerke Mannheim des Typs RHS 435 A mit einer Regelleistung von 2 × 400 PS angetrieben. Nach einem Motorschaden im Juli 2019 wurden im Winter 2019/2020 zwei V8-Dieselmotoren Typ DI 16-070 M mit je 405 kW (551 PS) von Scania eingebaut. Dadurch wird eine Reduktion des Kraftstoffverbrauchs um 20 %, die Staubemissionen um 90 % erwartet. Die maximale Geschwindigkeit beträgt 26 km/h.

### Besatzung
Die siebenköpfige Schiffsbesatzung eines großen Bodensee-Motorschiffs in den 50er-Jahren umfasste am Beispiel der Schwaben: einen Kapitän, einen (Ober-)Steuermann, drei Matrosen und Hilfsmatrosen und einen Schiffskassier als „Deckspersonal“ sowie einen (Ober-)Maschinisten. Hinzu kam das Küchenpersonal, meistens ein Koch, eine Küchenhilfe und zwei Bedienungen.